# Manuel Rodríguez Barros
Manuel Rodríguez Barros (Puenteareas, 13 de agosto de 1926-20 de outubro de 1997) foi um ciclista espanhol, que correu entre 1947 e 1960. Pertenceu a uma família de tradição ciclista na qual também foram profissionais seus irmãos Delio, Emilio e Pastor.
Seus principais sucessos conseguiu-os em 1951, quando ganhou uma etapa da Volta à Catalunha e diversas corridas menores. Na Volta a Espanha ficou três vezes entre os 10 primeiros, sendo sua melhor classificação a segunda posição conseguida em 1950.

## Palmarés
1950
- - Subida a Arrate
  - 1 etapa da Volta a Portugal
  - 2.º na Volta a Espanha

1951
- - Trofeo Masferrer
  - Subida a Arrate
  - 1 etapa da Volta à Catalunha
  - 3.º no Campeonato da Espanha em Estrada

1952
- - 1 etapa da Volta a Portugal

## Resultados em Grandes Voltas e Campeonatos do Mundo
Durante a sua carreira desportiva conseguiu os seguintes postos nas Grandes Voltas e no Campeonatos do Mundo em estrada:
| Corrida            | 1946 | 1947 | 1948 | 1949 | 1950 | 1951 | 1952 | 1953 | 1954 | 1955 | 1956 | 1957 | 1958 | 1959 | 1960 |
| ------------------ | ---- | ---- | ---- | ---- | ---- | ---- | ---- | ---- | ---- | ---- | ---- | ---- | ---- | ---- | ---- |
| Giro d'Italia      | -    | -    | -    | -    | -    | -    | -    | -    | -    | -    | -    | -    | -    | -    | -    |
| Tour de France     | X    | -    | -    | -    | -    | 44.º | -    | -    | 45.º | -    | -    | -    | -    | -    | -    |
| Volta a Espanha    | -    | -    | 7.º  | X    | 2.º  | X    | X    | X    | X    | 22.º | 10.º | 27.º | -    | -    | -    |
| Mundial em estrada | -    | -    | -    | -    | -    | -    | -    | -    | -    | -    | -    | -    | -    | -    | -    |

-: Não participa

Ab.: Abandono